# Scuola superiore di teatro e del cinema
La Scuola superiore di teatro e del cinema (Escola Superior de Teatro e Cinema) presso l'Istituto politecnico di Lisbona ha ereditato l'esperienza didattica di teatro del Conservatorio Nazionale, fondata da Almeida Garrett, nel 1836, e l'insegnamento del cinema, introdotto nello stesso stabilimento a partire dal 1971.
L'obiettivo principale del ESTC è la formazione di personale altamente qualificato, tecnicamente e artisticamente, in materia di teatro e cinema.

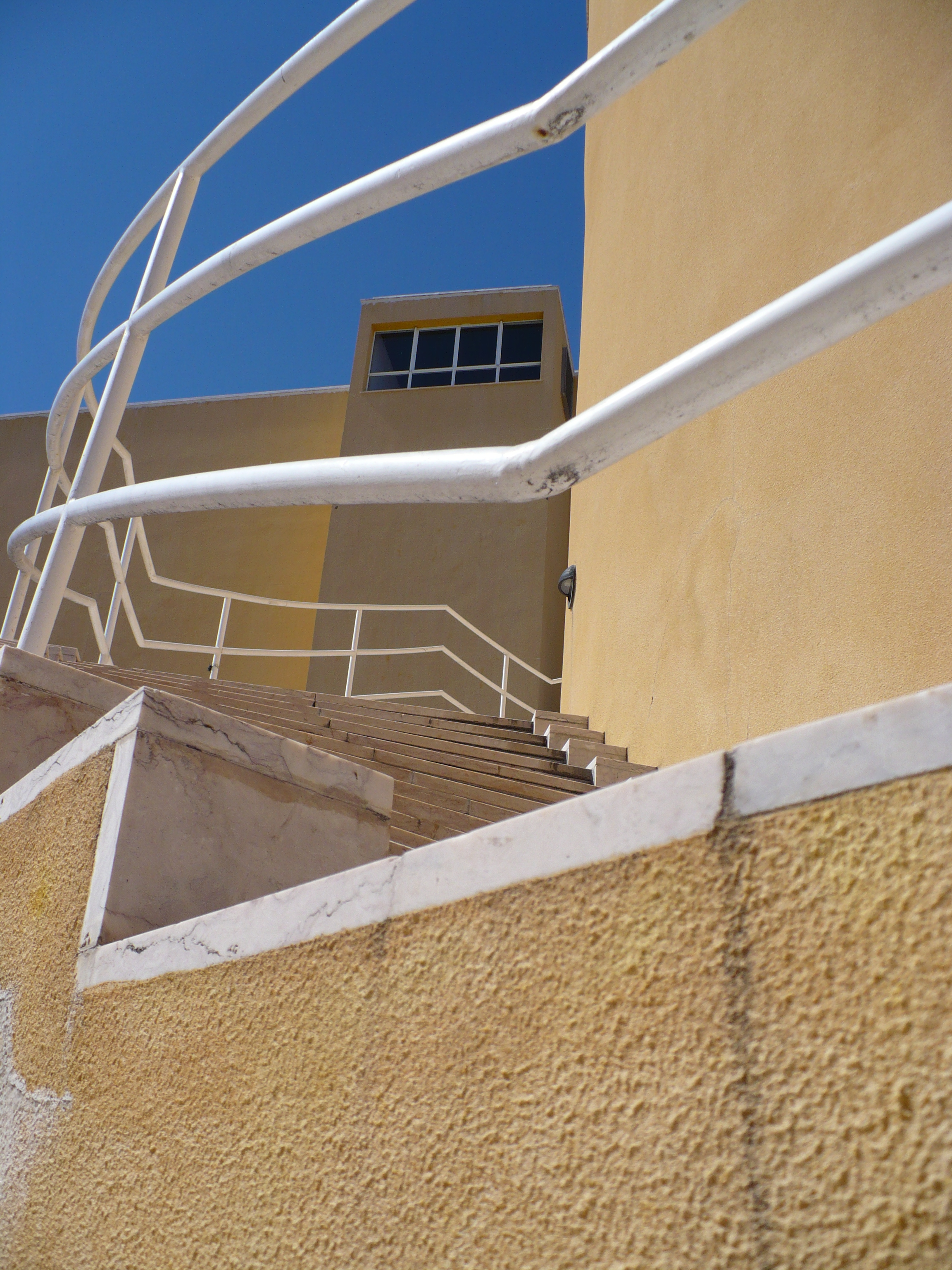
Scuola superiore di teatro e del cinema.